# Château de Dunnottar
Le château de Dunnottar est une forteresse médiévale en ruine, construite sur un éperon rocheux. Il est situé sur la côte nord-est de l'Écosse, à environ 3 kilomètres au sud de Stonehaven. Son architecture est caractéristique du XIIIe siècle, mais il fut construit sur le site d'un précédent château, érigé par une tribu calédonienne, qui remontait au moins à l'an 84. Dunnottar joua un rôle important dans l'histoire de l'Écosse depuis le Moyen Âge jusqu'à la période des Lumières, du fait de sa position stratégique sur une étroite terrasse côtière, surplombant d'un côté les voies de navigation vers le nord de l'Écosse et de l'autre pouvant contrôler les mouvements terrestres.

Il résista en 1652 pendant huit mois aux troupes de Cromwell et fut démantelé en 1715.
Le site, propriété d'intérêts privés mais ouvert au public, est visité par des dizaines de milliers de touristes chaque année.
Les ruines du château surplombent la mer de 50 mètres. On y accède par une étroite bande de terre le reliant à la terre ferme, avant d'emprunter un chemin pentu. Les falaises et promontoires rocheux qui forment la côte sur des kilomètres au nord et au sud offrent un habitat à des milliers d'oiseaux, faisant de cette portion de côte un important sanctuaire d'Europe du nord, tant du point de vue du nombre d'oiseaux que de la variété des espèces.

## Le site actuel
Le site de Dunnottar comprend onze bâtiments distincts construits du XIIIe au XVIIe siècle. Il y a deux accès théoriques au château. Le premier passe par la porte principale construite dans une fente du rocher d'où les attaquants pouvaient être agressés par les défenseurs de toutes les directions. La seconde solution pour pénétrer dans le château consiste à passer par une crique rocheuse au nord du château, où l'on trouve une grotte marine, et de là, par un sentier escarpé, on atteint le sommet de la falaise.
Le bâtiment le plus élevé est une tour construite au XIVe siècle. Elle fut touchée par les bombardements des canons de Cromwell. Les autres bâtiments principaux, la chapelle et des bâtiments rectangulaires du côté est datent du XVIIe siècle.

## Couverture médiatique
- En 1990, le film Hamlet dans lequel jouèrent Mel Gibson et Glenn Close, fut en partie tourné à Dunnottar.
- Un épisode de la série américaine The Amazing Race met en vedette le château.
- En 2009, une photo du château a été choisie pour faire partie des fonds d'écran officiel de Windows 7.